# تايلور بوند (نيويورك)
تايلور بوند هي بحيرة تقع في مقاطعة كلينتون بنيويورك في حديقة أديرونداك. تقع داخل غابة تايلور بوند البرية وتحمل اسمها. تتمتع البحيرة بوصول عام عبر موقع تخييم DEC ، واللتي تتضمن إطلاق قوارب منحدره على الشاطئ. تيلور بوند محاطه بالأراضي العامة، ولا توجد مخيمات على البحيرة.

## الترفيهية
يشمل الترفيه على انشطة مثل ركوب القوارب والتخييم وصيد الأسماك والمشي لمسافات طويلة.

### تخييم
يفتح المخيم اللذي تديره وزارة ولاية نيويورك للحفاظ على البيئة خلال فصل الصيف. ويوفر 30 معسكراً للمخيم من اصل 30. 25 منها موقعاً للقيادة و 2 اثنان منها خيام للقوارب فقط و 3 مواقع يمكن الوصول إليها بالقوارب فقط. لايحتوي على منطقه للسباحة أو حمامات متدفقة أو وسائل راحة أخرى.

### القوارب
تدير وزارة ولاية نيويورك للحفاظ على البيئة إطلاق قارب على مدار العام مفتوح للجمهور. خلال فتره التخييم، تتوفر خدمة تأجير قوارب الكاياك والزوارق.

### صيد السمك
تعج البحيرة ب 1200 من سمك السالمون المرقط و 600 من سمك السالمون غير الساحلي و 50-75 من الأمهات الفائضة من مفرخ أسماك آديرونداك. تشمل البحيرة اسماك أخرى مثل: تراوت البحيرة، وسمك السلمون غير الساحلي، والثور البني، وبذور اليقطين، والجثم الأصفر، ورائحة قوس قزح. لا يسمح بالصيد على الجليد.

### جولة على الأقدام
طريق العربات الثلجية يبلغ طوله 12 ميلاً ويحيط بالبحيرة، مع وصلات إلى شبكة درب عربات الثلج.